# Chicago V
Chicago V es el cuarto álbum de estudio de la banda de rock estadounidense Chicago, publicado en 1972. Es notable por ser la primera producción de la banda publicada en formato de un único disco, luego del lanzamiento de tres álbumes dobles y un álbum en vivo en formato de box set. La canción "A Hit by Varèse" es un tributo al compositor francoestadounidense Edgard Varèse.
En 2002, Chicago V fue remasterizado por Rhino Records con tres bonus tracks: "A Song for Richard and His Friends", "Mississippi Delta City Blues" y la versión en sencillo de la canción "Dialogue". En 2011 Warner Japan publicó este álbum en el formato Super Audio CD.

## Lista de canciones
| Lado A |                        |              |                    |          |  |
| N.º    | Título                 | Escritor(es) | Voz                | Duración |  |
| 1.     | «A Hit by Varèse»      | Robert Lamm  | Lamm               | 4:56     |  |
| 2.     | «All Is Well»          | Lamm         | Lamm               | 3:52     |  |
| 3.     | «Now That You've Gone» | James Pankow | Terry Kath         | 5:01     |  |
| 4.     | «Dialogue (Part I)»    | Lamm         | Kath, Peter Cetera | 2:57     |  |
| 5.     | «Dialogue (Part II)»   | Lamm         | Lamm, Kath, Cetera | 4:13     |  |

| Lado B |                         |              |              |          |  |
| N.º    | Título                  | Escritor(es) | Voz          | Duración |  |
| 6.     | «While the City Sleeps» | Lamm         | Lamm         | 3:53     |  |
| 7.     | «Saturday in the Park»  | Lamm         | Lamm, Cetera | 3:56     |  |
| 8.     | «State of the Union»    | Lamm         | Cetera       | 6:12     |  |
| 9.     | «Goodbye»               | Lamm         | Cetera       | 6:02     |  |
| 10.    | «Alma Mater»            | Kath         | Kath         | 3:56     |  |

## Créditos
- Peter Cetera – bajo, guitarra, voz
- Terry Kath – guitarras, voz
- Robert Lamm – teclados, coros
- Lee Loughnane – trompeta
- James Pankow – trombón
- Walter Parazaider – saxofón
- Danny Seraphine – batería, percusión

## Listas de éxitos
| Año  | Lista                  | Posición |
| ---- | ---------------------- | -------- |
| 1972 | Billboard Black Albums | 33       |
| 1972 | Billboard Pop Albums   | 1        |
| 1972 | Billboard Jazz Albums  | 1        |